# Grażyna Torbicka
Grażyna Joanna Torbicka z domu Loska (ur. 24 maja 1959 w Pszczynie) – polska dziennikarka, prezenterka telewizyjna, konferansjerka i osobowość telewizyjna.

## Życiorys
Jest córką prezenterki telewizyjnej Krystyny Loski i działacza piłkarskiego Henryka Loski. Uczęszczała do Szkoły Podstawowej nr 3 w Lędzinach i Szkoły Podstawowej nr 57 im. Juliana Marchlewskiego w Katowicach na Koszutce. Naukę kontynuowała w Szkole Podstawowej nr 186 w Warszawie, a następnie zdała maturę (1978) w Liceum im. Stefana Batorego. Ukończyła studia na Wydziale Wiedzy o Teatrze Akademii Teatralnej im. Aleksandra Zelwerowicza w Warszawie. Pracę magisterską pisała na temat pokolenia Bogumiła Kobieli i Zbyszka Cybulskiego.
W 1985 rozpoczęła pracę w Telewizji Polskiej. Pracowała w dziale literackim Teatru Telewizji, później przeszła do TVP2. Również w 1985 zadebiutowała jako konferansjerka w czasie 22. Krajowego Festiwalu Piosenki Polskiej w Opolu. W 1986 poprowadziła 23. Międzynarodowy Festiwal Piosenki w Sopocie. W 1994 zaczęła prowadzić autorski program kulturalny TVP2 Kocham Kino, który zapewnił jej największą popularność wśród telewidzów. Współpracowała z szeregiem międzynarodowych festiwali filmowych: w latach 1997-1999 moderowała konferencje prasowe Festiwalu Filmowego w Wenecji, w latach 2000-2006 prowadziła wieczory filmowe Festiwalu w Taorminie, a także wielokrotnie wieczory otwarcia i galę nagród festiwalu Camerimage. Zasiadała w jury festiwalu w Berlinie, Bari i Cannes. Wielokrotnie była gospodynią uroczystości wręczania nagród literackich "NIKE" oraz "Paszportów Polityki", a jako konferansjerka prowadziła liczne festiwale i konkursy, m.in. 56. finał wyborów Miss World w Warszawie i Międzynarodowy Konkurs Pianistyczny im. Fryderyka Chopina.
Od 1996 jest członkinią FIPRESCI. Należy także do Europejskiej Akademii Filmowej i Polskiej Akademii Filmowej. W latach 2006–2009 zasiadała w radzie Fundacji Centrum Twórczości Narodowej. Jest współtwórczynią Festiwalu Filmu i Sztuki „Dwa Brzegi” w Kazimierzu Dolnym, a od 2007 pełni funkcję dyrektor artystycznej tego wydarzenia.

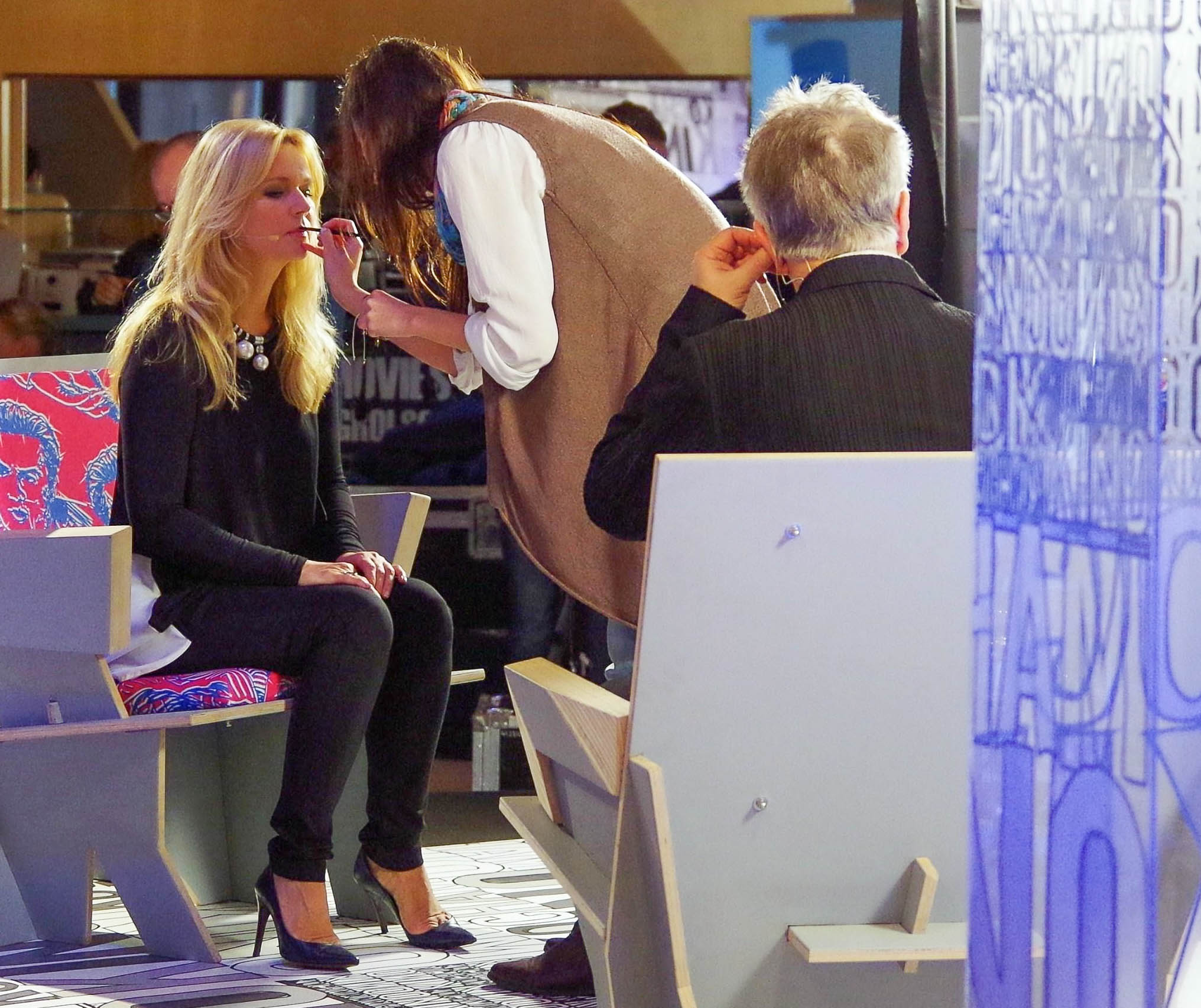
Energa Camerimage 2014

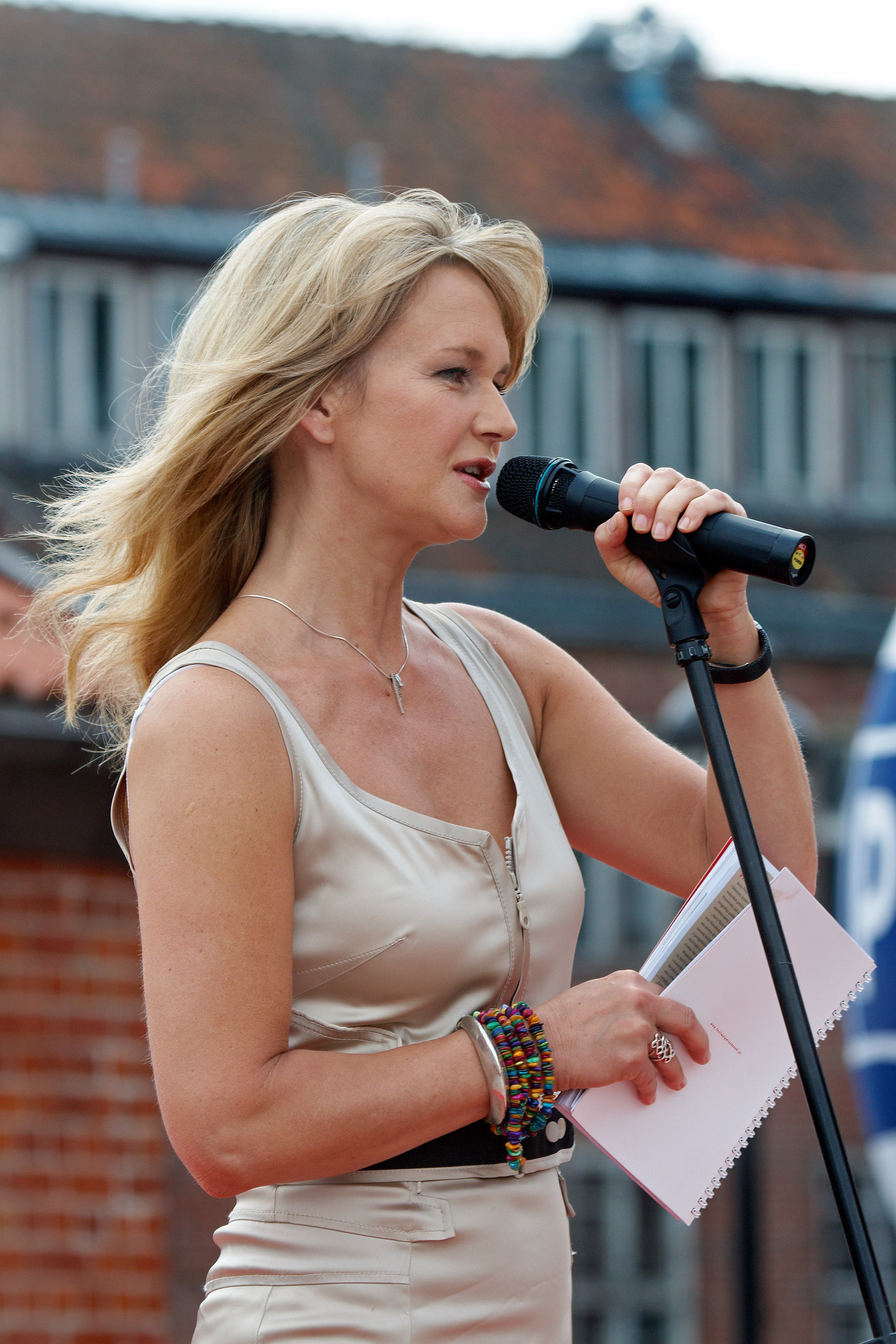
Torbicka podczas Festiwalu Gwiazd w Gdańsku (2008)

Od 31 sierpnia 2011 zasiadała w Komisji Etyki TVP VIII kadencji. W marcu 2016 poinformowała o odejściu z TVP. Od 2017 roku ambasadorka L'Oréal Paris. W listopadzie 2018 premierę miał jej autorski program Grażyna Torbicka zaprasza, który realizowała dla TVN Fabuła. Od stycznia 2019 prowadzi audycję Kocham Cię kino w Radiu Zet.
15 czerwca 2025 wraz z Tomaszem Raczkiem poprowadziła na 62. Krajowym Festiwalu Piosenki Polskiej w Opolu koncert Małe tęsknoty, poświęcony twórczości kompozytora Wojciecha Trzcińskiego (zm. 1 lutego 2025).

### Życie prywatne
W 1981 poślubiła kardiologa Adama Torbickiego.

## Filmografia
- 1975: Mniejszy szuka Dużego jako koleżanka Filomeny; nie występuje w czołówce
- 1994: Smród
- 1995: Młode wilki jako dziennikarka przeprowadzająca wywiad z prokuratorem
- 2003; 2005: M jak miłość jako prowadząca program „Kocham kino” (odc. 127); jako dziennikarka (odc. 347, 350, 353)
- 2008–2009: Pucuł i Grzechu (głosy żeńskie)
- 2017: Gwiazdy jako Krystyna Loska

## Spektakle telewizyjne
- 1998: Monolog z lisiej jamy
- 1999: Cyrograf jako kobieta prowadząca „Galerię Literacką”

## Nagrody telewizyjne
- Laureatka Wiktora w latach: 1994, 1995, 1998, 2000, 2002 (w kategorii: Najlepszy prezenter lub spiker telewizyjny), 2009 (w kategorii: Osobowość telewizyjna) i 2011 (w kategorii: Najpopularniejsza osobowość telewizyjna)
- Laureatka Telekamery w kategorii „Prezenterzy” w latach: 1999, 2000 i 2001
- 2002: Laureatka plebiscytu Złota Para Telewizji Polskiej Grażyna Torbicka i Jan Suzin magazynu telewizyjnego „Tele Świat”[13]
- 2002: Nagroda Rankingu osobowości TVP[14]
- 2002: Laureatka Złotej Telekamery
- 2003: Laureatka SuperWiktora
- 2009: Laureatka Róży Gali 2009 w kategorii „Piękna zawsze”[15]
- 2010: Nominacja do Nagrody Mediów Niptel za pasję włożoną w organizację festiwalu „Dwa Brzegi” w Kazimierzu Dolnym[16]
- 2010: Mistrzynie stylu XX-lecia „Twojego Stylu” w kategorii „Media”[17]

## Odznaczenia
- W 2005 została odznaczona Srebrnym[18], a w 2025 Złotym Medalem „Zasłużony kulturze Gloria Artis”[19]
- W 2008 została odznaczona Orderem Gwiazdy Solidarności Włoskiej III klasy (nadanym w 2006[20]) za zasługi w szerzeniu i promocji kultury włoskiej[21]
- W 2013 Krzyżem Kawalerskim Orderu Odrodzenia Polski za wybitne zasługi dla rozwoju telewizji publicznej, za osiągnięcia w pracy zawodowej i działalności społecznej[22]
- Od 1 sierpnia 2009 Honorowy Obywatel miasta Kazimierz Dolny[23]
- Laureatka Złotego artKciuka 2022 przyznawanego na Interdyscyplinarnym Festiwalu Sztuk Miasto Gwiazd[24]